# Lledoner
El lledoner (Celtis australis L.), també conegut com a lledó, és un arbre de la família de les cannabàcies originari del sud d'Europa, oest d'Àsia i nord d'Àfrica. L'ús com a arbre ornamental, el principal avui dia, fa que el puguem veure fàcilment en parcs, jardins, places i carrers. Pot viure entre 500 i 600 anys i en tota mena de terrenys.

## Descripció

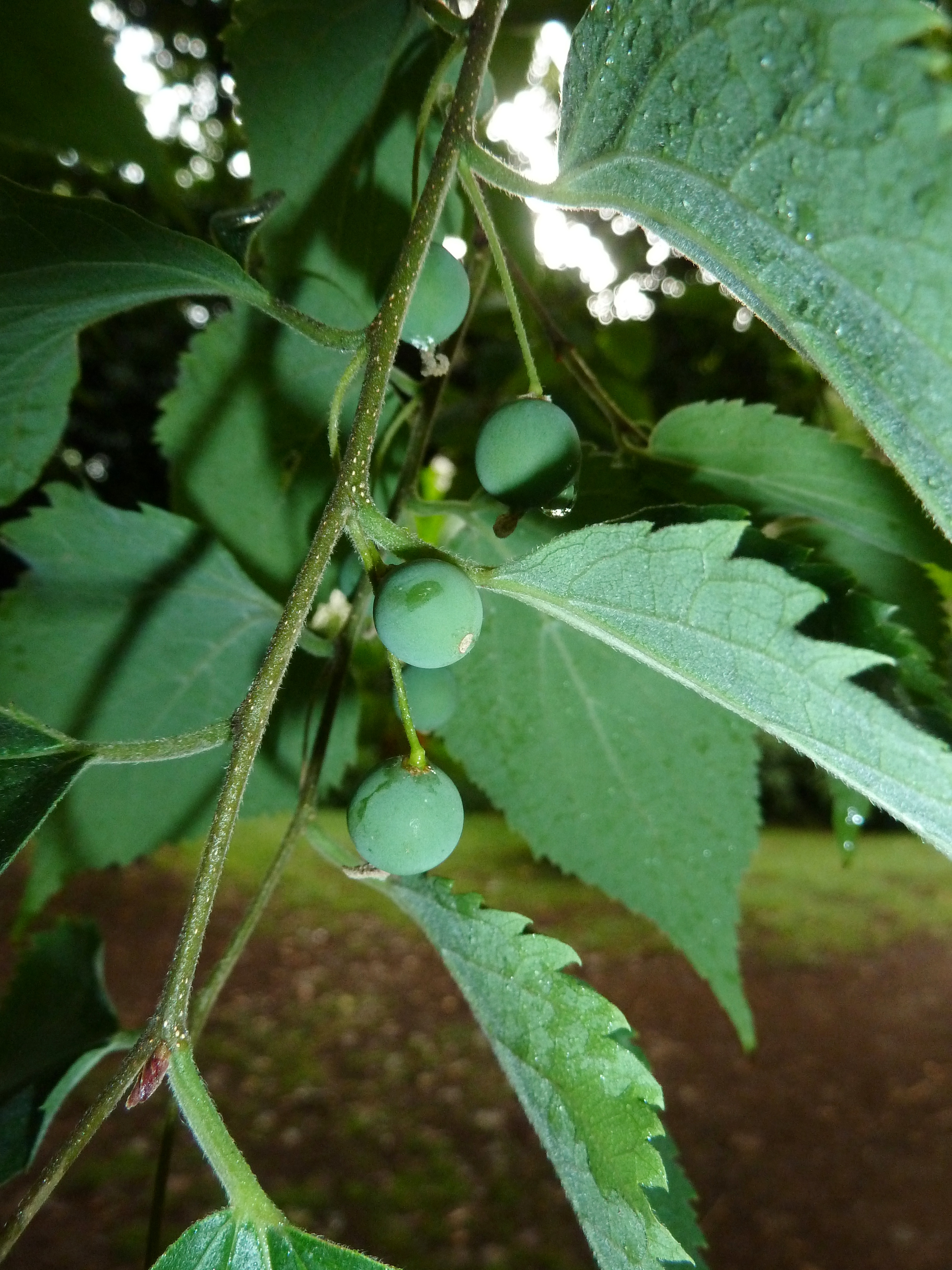
Fulles i fruits

És un arbre caducifoli que pot arribar a fer 25 m d'alçada. De tronc recte i escorça grisa i llisa, semblant a la del faig, sense estries o esquerdes marcades, que sol formar uns característics contraforts en la part inferior, molt típics d'aquesta espècie; posseeix una copa rodona i ampla. Té un sistema radical ben desenvolupat, penetrant en sòls solts i més superficial en els durs i pedregosos. Les branques principals són erectes i les secundàries, patents. Les branques joves són pubescents i gairebé pèndules.
Les fulles, de 5 a 15 cm de llarg, són alternes, peciolades, de lanceolades a ovades lanceolades, fortament acuminades, simplement o doblement dentades, o delicadament serrades, amb dents de punta més clara; de color verd fosc, i al revers de color més clar amb pilositat als nervis. Són trinèrvies a la base. Els pecíols fan de 6 a 20 cm. Tenen estípules caduques.

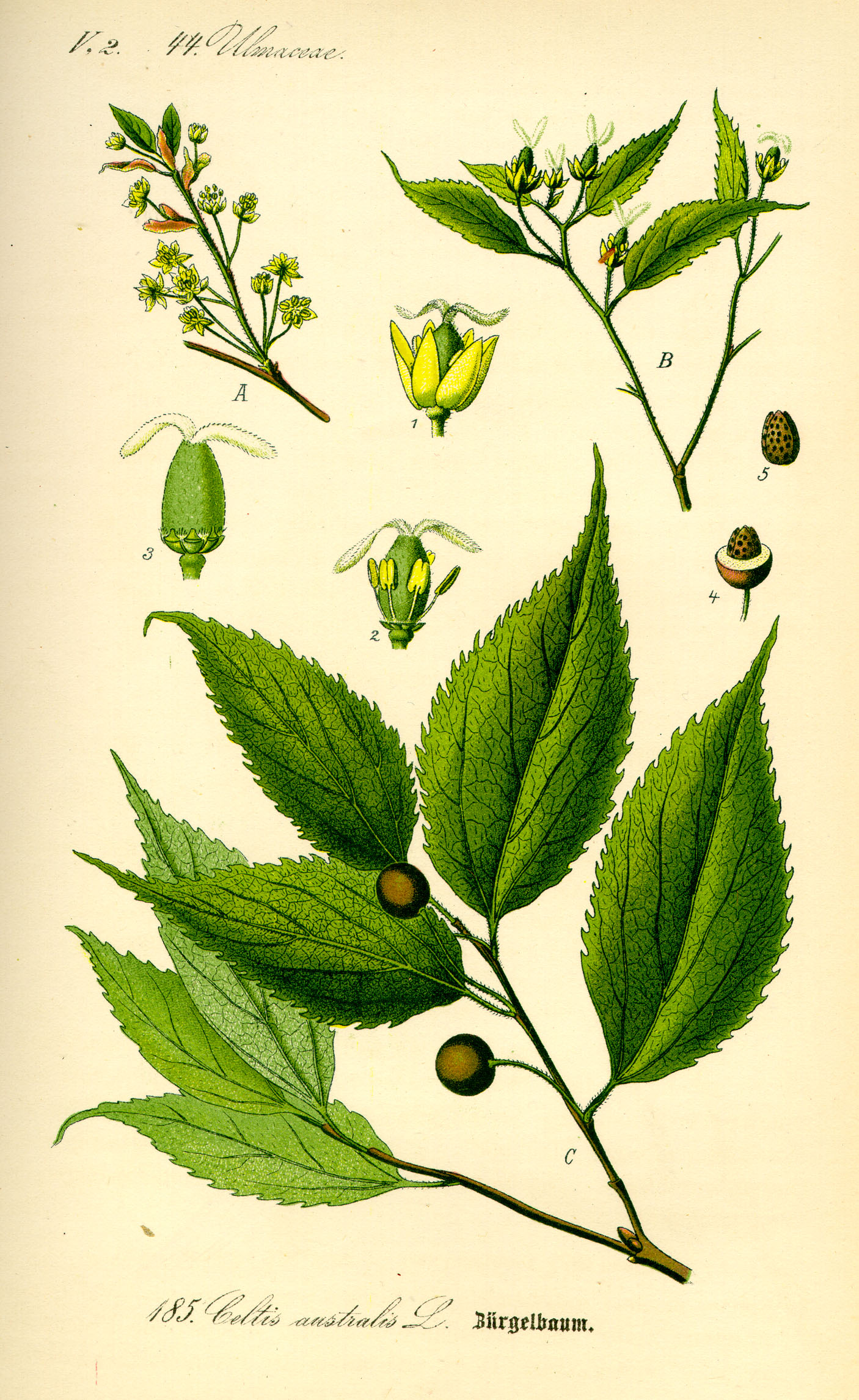
Les diferents parts dibuixades segons el Prof. Dr. Otto Wilhelm Thomé en el llibre Flora von Deutschland, Österreich und der Schweiz 1885, Alemanya

Les flors, pentàmeres, són inconspícues, ja que no tenen pètals i només estan formades per 5 sèpals caducs (flor monoclamídia); són de color groc verdós. Són axil·lars, solitàries o rarament en grups de 2 o 3 i estan disposades a les branques de l'any. Els pedicels mesuren de 8 a 15 cm i són acrescents i hirsuts. Hi ha el mateix nombre d'estams que les peces periàntiques. Els estigmes són sèssils i divergents. L'ovari és unilocular i amb un sol primordi seminal.
El fruit, anomenat lledó, comestible i de sabor agradable semblant al dàtil; és una drupa carnosa d'un centímetre de diàmetre, gairebé negre per fora i groga per dins quan és madura, amb un pinyol de la mida d'un gra de pebre. És llargament pedunculada (de fins a 4 cm), subglobosa i amb una corona de pèls a la base.
Floreix entre març i abril i al mateix temps que la brotada. Els fruits maduren a finals d'estiu i a la tardor.

## Distribució i hàbitat
És natiu dels següents països o regions: Albània, Algèria, Balears, Bulgària, Còrsega, Xipre, Egeu Oriental, França, Grècia, Iran, Itàlia, Líban-Síria, el Marroc, Palestina, Portugal, Romania, Sardenya, Sicília, Espanya, Transcaucas, Tunísia, Turquia i els països de l'antiga Iugoslàvia.
Està introduït en els següents països o regions: nord-est de l'Argentina, Àustria, Canàries, Alemanya, Hongria, Madeira, Nova Gal·les del Sud, Suïssa i Uzbekistan.
Es troba habitualment a la terra baixa buscant indrets temperats. No forma mai boscos. Creix habitualment entre els 0 i els 1.000 metres d'altitud.

## Característiques ecofisiològiques
Pel que fa a les gelades li correspon la zona de rusticitat de 6b (-20,5 a -17,8 °C). Les fulles tendres són sensibles a les glaçades tardanes. Té una alta resistència a la sequera. Té una molt alta resistència a la contaminació. Prefereix una posició a ple sol i amb altes exigències lumíniques. Prefereix sols lleugers, alcalins, sorrencs a pedregosos (ben drenats) i lleugerament humits. Suporta els sòls secs quan està ben establert. Suporta bé el vent.

## Usos
A més d'arbre ornamental, el lledoner s'ha usat tradicionalment per a fer eines agrícoles com forques, pales de ventar, mànecs, jous, etc., per la seva flexibilitat i durada. Les branques s'han fet servir com a alimentació per al bestiar, i també se n'obtenia llenya i carbó; per això es troba sovint a prop de les masies.
Té propietats medicinals com a astringent, lenitiu, antidiarreic i estomacal. Les arrels s'havien utilitzat per a extreure un colorant groc per a tenyir la seda.
Els fruits, els lledons, són dolços i comestibles. Es poden menjar tal com són, però l'ús més freqüent és per a fer melmelada de lledó.

## Valors ornamentals i usos paisatgístics habituals

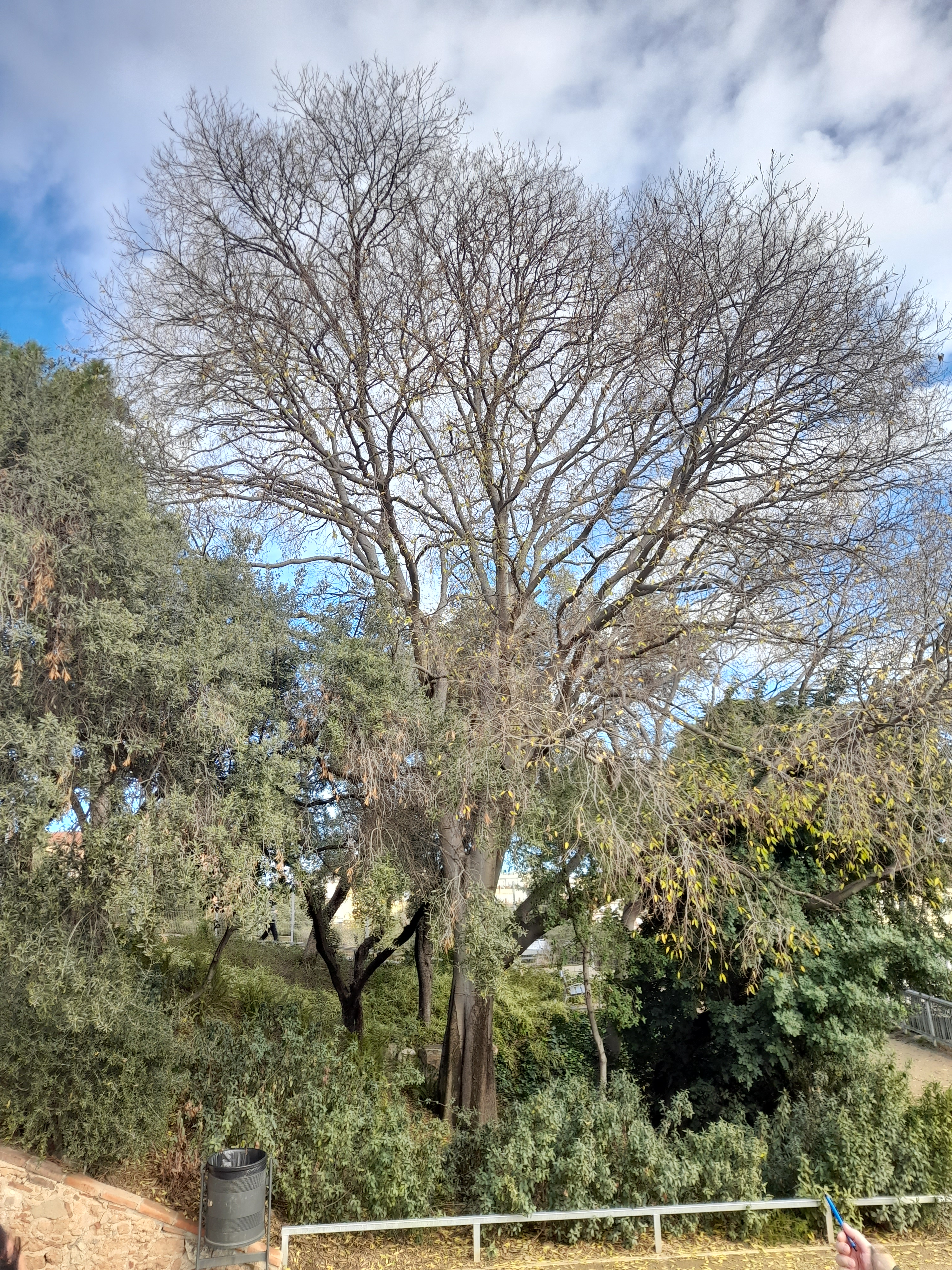
Grandària que el Celtis australis pot assolir si té l'espai adequat

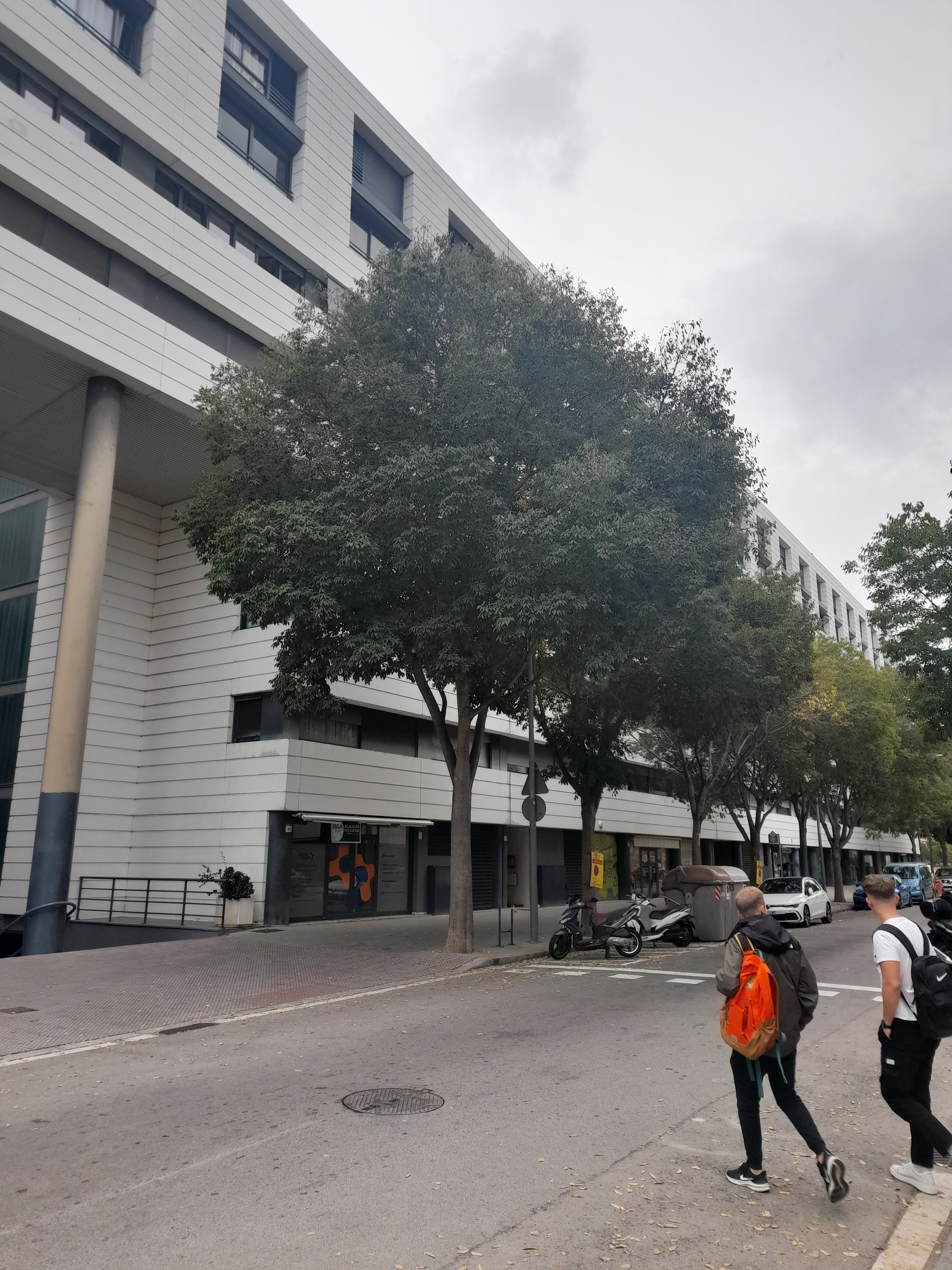
Celtis australis utilitzat com a arbrat d'alineació de carrer

Té una edat mitjana de 200-300 anys, amb una edat màxima de 400-600 anys però pot arribar als 1000. El diàmetre màxim és d'1,30 metres. La velocitat de creixement és alta, però en un exemplar jove és baixa. El marc de plantació sol ser d'uns 12-14 metres i el trasplantament és fàcil. Accepta la poda d'una manera regular en les branques que ho necessitin. Solen aparèixer cavitats al cap de pocs anys. És de baix manteniment i protegeix contra l'erosió. L'arbre adult amb un sistema radicular correcte suporta molt bé la sequera. A la tardor les fulles agafen un color groguenc, no té espines i no sol ser tòxic per a les persones, els animals (grossos) i el bestiar.
Té un port majestuós i un color grisenc al tronc, que el fa un arbre molt arquitectònic. Pot tenir un tronc alt o ser multitronc. Proporciona una bona ombra. És adequat per a grans alineacions i suporta el paviment, però s'ha de vigilar el marc de plantació, ja que en la maduresa desenvolupa una copa de grans dimensions. És adient per a avingudes, carrers amples i zones industrials. També és molt emprat en jardins mediterranis.

## Valors ecosistèmics
És un arbre beneficiós per a la fauna, ja que atreu les abelles i actua com a hoste per a les papallones.

## Lledoners monumentals de Catalunya
La Generalitat de Catalunya va recollir a la relació d'arbres monumentals (Decret 214/1987) els següents exemplars de lledoner:
- Lledoner de l'Estació (Rajadell)
- Lledoner del Mas del Lledoner (Cervelló)
- Lledoner de Castellnou d'Oluges (Cervera)
- Lledoner de l'Esparra (Riudarenes)

Altres arbres d'aquesta espècie també haurien de ser recollits com a lledoners monumentals, com per exemple a:
- Lledoner del Comú (els Hostalets de Pierola)
- Lledoner de la Masia Homs (Valls)
- Lledoner de la masia de Sant Jaume (Olesa de Montserrat)

## Castelló de la Plana
La Mare de Déu del Lledó és la patrona de la ciutat de Castelló de la Plana.